# Marta Pasqual
Marta Pasqual i Llorenç (Girona, 23 de juliol de 1983) és una professora de batxibac i escriptora catalana. Doctorada en filologia catalana, és actualment professora de literatura francesa a secundària i alhora professora associada a la Universitat de Girona.
Es va revelar literàriament el 2012 amb la seva primera obra Joan Sales, la ploma contra el silenci i s'endinsà més endavant en el món de la narrativa amb El malaventurat senyor Clauss que es va publicar el 2022, un llibre que havia estat finalista anteriorment al Premi Just M. Casero. A les acaballes d'octubre del mateix any, la seva darrera obra, La casa dels caps de setmana, es va endur el 42è premi de novel·la curta Just Manuel Casero.

## Obres
- Joan Sales, la ploma contra el silenci (2012)
- El malaventurat senyor Clauss (2022)
- La casa dels caps de setmana (2023)[3]